# 뱀부 에어웨이스의 운항 노선
뱀부 에어웨이스는 다음과 같은 노선을 운항하고 있다.

## 운항 노선

### 동아시아
- 마카오
  - 마카오 - 마카오 국제공항
- 대한민국
  - 인천 - 인천국제공항
  - 청주 - 청주국제공항 계절편
- 중화민국
  - 타이베이 - 타이완 타오위안 국제공항
  - 가오슝 - 가오슝 국제공항 - (2020년 6월에 취항예정)

### 동남아시아
- 베트남
  - 하노이 - 노이바이 국제공항 허브
  - 호치민 - 떤선녓 국제공항 허브
  - 꾸이년 - 푸깟 공항 허브
  - 다낭 - 다낭 국제공항
  - 나트랑 - 깜라인 국제공항
  - 하이퐁 - 깟비 국제공항
  - 달랏 - 리엔크엉 국제공항
  - 후에 - 푸바이 국제공항
  - 동허이 - 동허이 공항
  - 빈 - 빈 국제공항
  - 부온마투옷 - 부온마투옷 공항
  - 추라이 - 추라이 공항
  - 탄호아 - 토쑤언 공항
  - 껀터 - 껀터 공항
  - 껌파 - 번돈 국제공항
  - 푸꾸옥 - 푸꾸옥 국제공항

### 중유럽
- 체코
  - 프라하 - 프라하 국제공항 - (2020년 4월 26일에 취항 예정)

### 북아메리카
- 미국
  - 샌프란시스코 - 샌프란시스코 국제공항